# 克柳科夫尼基农村居民点
克柳科夫尼基农村居民点（俄语：Клюковенское сельское поселение）是俄罗斯联邦布良斯克州纳夫利亚区所属的一个农村居民点。其下辖有9个居民点，行政中心为克柳科夫尼基。据2015年统计，该农村居民点的人口为904人。